# Вільгельм (граф Нассау-Гільхенбаський)
Вільгельм Нассау-Зігенський (нім. Wilhelm von Nassau-Siegen) також Вільгельм Нассау-Гільхенбаський (нім. Wilhelm von Nassau-Hilchenbach, 13 серпня 1592 — 18 лютого 1642) — граф Нассау в Гільхенбаху, син графа Нассау-Зігенського Йоганна VII та графині Вальдек-Вільдунгенської Магдалени. Учасник Ускокської та Вісімдесятирічної воєн. Фельдмаршал голландського війська від 1633 року.

## Біографія
Вільгельм народився 13 серпня 1592 року в Ділленбурзі. Він був восьмою дитиною та п'ятим сином в родині Йоганна Нассауського та його першої дружини Магдалени Вальдекської. Згодом сім'я поповнилася чотирма молодшими дітьми. Для матері це був вже другий шлюб, від першого вона мала двох синів, які також росли у Ділленбурзі. Вона померла, коли Вільгельму було 7 років. За кілька років батько оженився вдруге. 
У 1606 році Йоганн отримав у спадок округ Нассау-Зіген із резиденцією у Зігені. 
Вільгельм виховувався у реформатській вірі. Навчався у Гайдельберзькому університеті та Седанській академії. Від 1615 року був капітаном в армії свого батька. Брав участь в Ускокській війні проти Габсбургів.
Від 1621 року Вільгельм перебував на голландській службі. Згідно заповіту батька, він отримав округ Гільхенбах із замком Гінзбург, ставши таким чином засновником та єдиним представником гілки Нассау-Зіген-Гільхенбах. Прагнув розширити резиденцію, але через оціночну вартість витрат у 4000 гульденів, змушений був відступитися від цієї ідеї. Замість цього  у 1625 році він переніс домівку у придбаний в 1622 році замок Вільгельмсбург, де ще продовжувалися вестися ремонтні роботи Проте продовжував тривалий час перебувати за кордоном.
У 1625 році був губернатором Еммеріха. У 1626 році став губернатором Хойздена, а в 1637 році — Сльойса.
Брав участь у подіях Вісімдесятирічної війни, у тому числі, в облозі Маастріхта у 1632 році, облозі Шенкеншанса у 1635—1636 роках та у 1638 році в битві при Калло, де очолював голландський авангард із 6000 голландців, німців і шотландців. Його завданням було попереду основної армії захопити форти та редути, розміщені на лівому березі річки Шельди. Наказ був виконаним, проте під час цих боїв загинув 17-річний син Вільгельма — Моріц. До того ж іспанська контратака виявилася успішною, хоча Вільгельм очікував її та був напоготові. Частина фортів була відбита, а голландці зазнали важкої поразки.
У 1641 році був важко поранений при облозі Геннепа. Помер за рік від наслідків поранення. Похований у Хойздені.

## Родина
У 26-річному віці узяв шлюб із 22-річною графинею Крістіною Ербах-Ербахською. Весілля відбулося у Зігені 17 січня 1619. У подружжя народилося семеро дітейː
- Йоганн Вільгельм (1620—1623) — прожив 3 роки;
- Моріц (1621—1638) — загинув у битві при Калло, одруженим не був, дітей не мав;
- Марія Магдалена (1622—1647) — дружина графа Вальдек-Айзенберга Філіпа Дітріха, мала трьох дітей;
- Ернестіна Юліана (1624—1634) — прожила 10 років;
- Єлизавета Шарлотта (1626—1694) — дружина графа Вальдека Георга Філіпа, мала дев'ятеро дітей;
- Голландіна (1628—1629) — прожила півтора року;
- Вільгельміна Крістіна (1629—1707) — дружина графа Вальдек-Вільдунгена Йозіаса, мала семеро дітей.